# Кашина Шела (Новара)
Кашина Шела је насеље у Италији у округу Новара, региону Пијемонт.
Према процени из 2011. у насељу је живело 25 становника. Насеље се налази на надморској висини од 405 м.